# Malmö folkhögskola

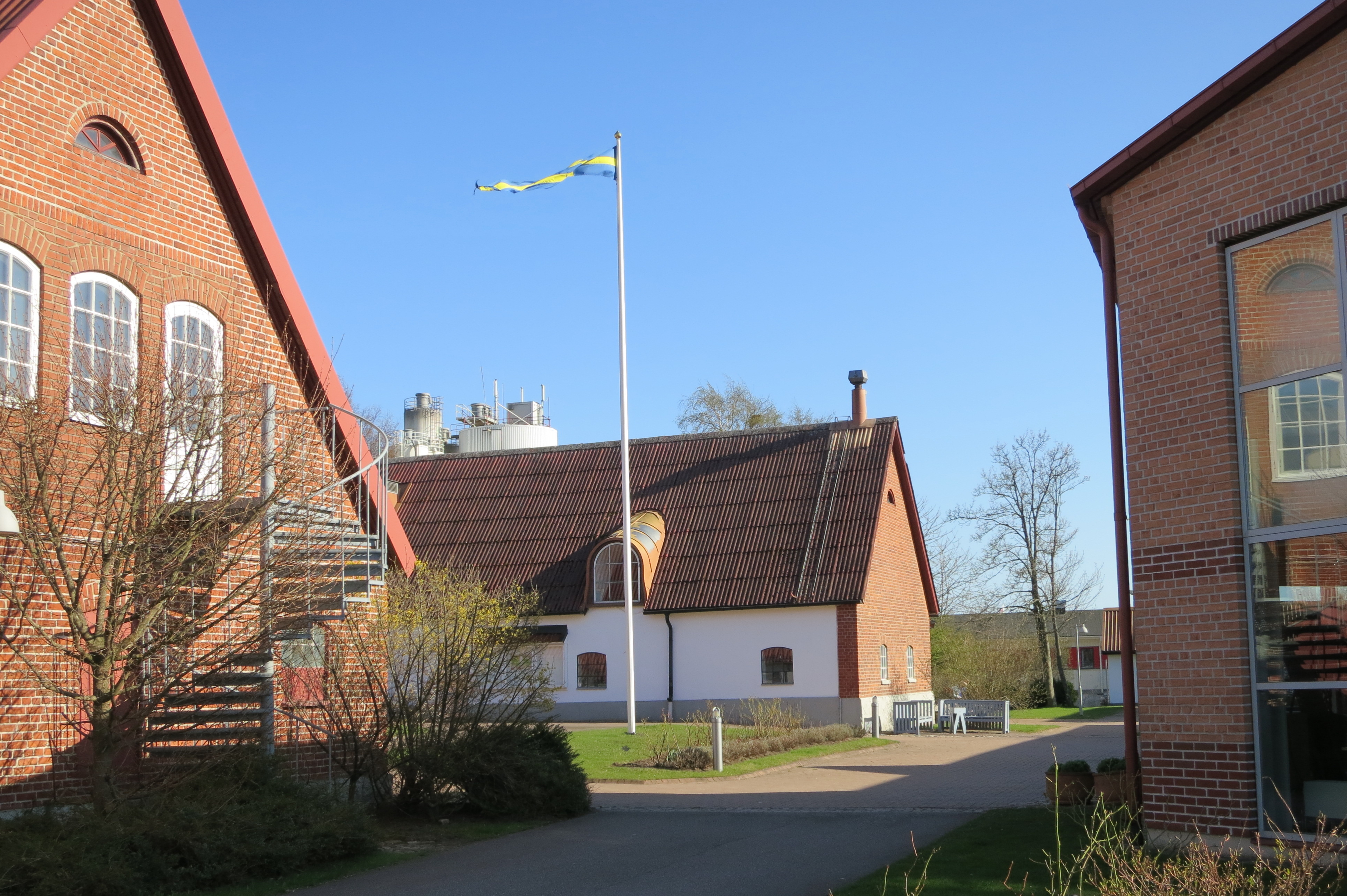
Malmö folkhögskola

Malmö folkhögskola ligger i stadsdelen Fosie i Malmö kommun. Skolan grundades 1991 och drivs av den ideella föreningen Föreningen Malmö folkhögskola. I denna ingår ABF Malmö, Hyresgästföreningen i södra Skåne och LO-sektionen i Malmö.
Basen av utbildningsverksamheten utgörs av allmän kurs med olika inriktningar, bland annat Aktör, Högskoleförberedande och Läs & skriv. 
Förutom de allmänna utbildningarna finns även en ettårig utbildning i modedesign, Malmö Modefabrik, samt Malmö Entreprenörsprogram för nystartade företag. Under höstterminen 2014 hade skolan också en skrivarlinje på distans.